# Saint-Julien-en-Vercors
Saint-Julien-en-Vercors är en kommun i departementet Drôme i regionen Auvergne-Rhône-Alpes i sydöstra Frankrike. Kommunen ligger i kantonen La Chapelle-en-Vercors som tillhör arrondissementet Die. År 2022 hade Saint-Julien-en-Vercors 252 invånare.

## Befolkningsutveckling
Antalet invånare i kommunen Saint-Julien-en-Vercors
Referens:INSEE